# Bluff Point (Südgeorgien)
Der Bluff Point (englisch für Klippenspitze) ist eine Landspitze an der Nordküste Südgeorgiens. Sie liegt in der Right Whale Bay südwestlich des Craigie Point und markiert westlich die Einfahrt zur Barber Cove.
Die deskriptive Benennung geht auf Wissenschaftler der britischen Discovery Investigations aus dem Jahr 1930 zurück.